# Entolomataceae
Entolomataceae (tên gọi khác Rhodophyllaceae) là một họ nấm trong bộ Agaricales. Đây là một họ nấm lớn bao gồm các loài mọc cạn có lá tia (gill) và bào tử màu hồng. Một số chi nấm nổi bật trong họ này có thể kể đến như: Entoloma, Rhodocybe, và Clitopilus. Tổng số loài của họ nấm Entolomataceae là trên 1500 loài, phần lớn trong số đó thuộc về chi Entoloma. Hai chi cũ là Leptonia và Nolanea nay cũng đã được xếp vào chi Entoloma. Nấm Entolomataceae thường phát triển trong những cánh rừng thưa hoặc những vùng đồng cỏ. Chúng có lá tia ở mũ nấm, một điểm khác với họ Pluteaceae cùng bộ nhưng không có lá tia.